# Analiza pionowa
Analiza pionowa – badanie struktury bilansu, rachunku zysków i strat oraz rachunku przepływów pieniężnych.
Analiza struktury bilansu polega na badaniu:
- struktury aktywów – na podstawie analizy pionowej ustala się udział wybranej opcji w aktywach razem lub w konkretnej grupie aktywów oraz oblicza się wskaźniki struktury aktywów;
- struktury pasywów – na podstawie analizy pionowej ustala się udział wybranej pozycji w pasywach razem lub w konkretnej grupie pasywów oraz oblicza się wskaźniki struktury pasywów.

Analiza taka może być sporządzona w ujęciu statycznym, kiedy porównujemy wskaźniki struktury wybranych składników bilansu w określonym momencie (na koniec roku) lub też w ujęciu dynamicznym, kiedy bada się zmiany strukturalne poszczególnych składników bilansu na przestrzeni określonego czasu (np. w okresie dwóch lat).